# Richvald
Richvald es un municipio del distrito de Bardejov en la región de Prešov, Eslovaquia, con una población estimada a final del año 2024 de 1023 habitantes.
Se encuentra ubicado en el centro-norte de la región, cerca del río Topľa (cuenca hidrográfica del río Tisza) y de la frontera con Polonia.

## Demografía
| Año        | 1994 | 2004    | 2014    | 2024    |
| ---------- | ---- | ------- | ------- | ------- |
| Población  | 1023 | 983     | 997     | 1023    |
| Diferencia |      | −3,91 % | +1,42 % | +2,60 % |

| Año        | 2023 | 2024    |
| ---------- | ---- | ------- |
| Población  | 1011 | 1023    |
| Diferencia |      | +1,18 % |